# 馬頭ちーめい
馬頭 ちーめい（ばとう ちーめい）は、日本の女性漫画家。岡山県在住。香川県丸亀市（旧飯山町）出身。香川県立坂出高等学校卒。現代芸術家の濱野年宏は高校時代の恩師にあたる。既婚。夫は、ミニコミ誌「ぱっくんぽっけ」の編集者であった鍋本ちぇいある。息子あり。

## 経歴
1991年より、岡山市に本社があったゲームソフト販売会社・アクト（現・NESTAGE）のフランチャイズチェーン・wanpakuが発行する月刊誌「ぱっくんぽっけ」に『兄弟神技』を連載。一時、「ファミ通」にも4コマ漫画の連載を持っていた。
本格的な商業漫画誌連載は、「コミックビーム」（アスキー、後にエンターブレイン）連載の『BREAK-AGE』が初。
アマチュア時代のペンネームは馬頭 冥。

## 作品リスト
- BREAK-AGE
  - BREAK-AGE （ビームコミックス・全10巻）
  - BREAK-AGE外伝 ボトルシップトルーパーズ
- 兄弟神技（ぱっくんぽっけ連載）
- 電脳怪快（ファミ通 連載）